# Europese kampioenschappen indooratletiek 1986
De Europese kampioenschappen indooratletiek 1986 werden van 22 tot en met 23 februari 1986 gehouden in het Palacio de Deportes in de Spaanse hoofdstad Madrid. Het was de tweede maal dat de kampioenschappen in Spanje gehouden werden en de eerste maal in Madrid.

## Medailles

### Mannen
| Onderdeel            | Goud                                 | Goud    | Zilver                           | Zilver  | Brons                                                 | Brons   |
| -------------------- | ------------------------------------ | ------- | -------------------------------- | ------- | ----------------------------------------------------- | ------- |
| 60 m                 | Ronald Desruelles België             | 6,61    | Steffen Bringmann Oost-Duitsland | 6,64    | Bruno Marie-Rose Frankrijk                            | 6,65    |
| 200 m                | Linford Christie Verenigd Koninkrijk | 21,10   | Aleksandr Jevgenjev Sovjet-Unie  | 21,18   | Nikolaj Razgonov Sovjet-Unie                          | 21,48   |
| 400 m                | Thomas Schönlebe Oost-Duitsland      | 46,97   | José Alonso Spanje               | 47,12   | Mathias Schersing Oost-Duitsland                      | 47,59   |
| 800 m                | Peter Braun West-Duitsland           | 1.48,96 | Colomán Trabado Spanje           | 1.49,12 | Thierry Tonnelier Frankrijk                           | 1.49,51 |
| 1500 m               | José Luis González Spanje            | 3.44,55 | José Luis Carreira Spanje        | 3.45,07 | Han Kulker Nederland                                  | 3.46,46 |
| 3000 m               | Dietmar Millonig Oostenrijk          | 7.59,08 | Stefano Mei Italië               | 7.59,12 | João Campos Portugal                                  | 7.59,15 |
| 60 m horden          | Javier Moracho Spanje                | 7,67    | Daniele Fontecchio Italië        | 7,70    | Holger Pohland Oost-Duitsland                         | 7,71    |
| Verspringen          | Robert Emmian Sovjet-Unie            | 8,32    | László Szalma Hongarije          | 8,24    | Jan Leitner Tsjecho-Slowakije                         | 8,17    |
| Hink-stap-springen   | Māris Bružiks Sovjet-Unie            | 17,54   | Vladimir Plechanov Sovjet-Unie   | 17,21   | Béla Bakosi Hongarije                                 | 16,93   |
| Hoogspringen         | Dietmar Mögenburg West-Duitsland     | 2,34    | Carlo Thränhardt West-Duitsland  | 2,31    | Geoffrey Parsons Verenigd KoninkrijkEddy Annys België | 2,28    |
| Polsstokhoogspringen | Atanas Tarev Bulgarije               | 5,70    | Marian Kolasa Polen              | 5,70    | Philippe Collet Frankrijk                             | 5,65    |
| Kogelstoten          | Werner Günthör Zwitserland           | 21,51   | Sergej Smirnov Sovjet-Unie       | 20,36   | Marco Montelatici Italië                              | 20,11   |

### Vrouwen
| Onderdeel    | Goud                               | Goud    | Zilver                            | Zilver  | Brons                            | Brons   |
| ------------ | ---------------------------------- | ------- | --------------------------------- | ------- | -------------------------------- | ------- |
| 60 m         | Nelli Cooman Nederland             | 7,00    | Marlies Göhr Oost-Duitsland       | 7,08    | Silke Möller Oost-Duitsland      | 7,14    |
| 200 m        | Marita Koch Oost-Duitsland         | 22,58   | Ewa Kasprzyk Polen                | 22,99   | Kirsten Emmelmann Oost-Duitsland | 23,28   |
| 400 m        | Sabine Busch Oost-Duitsland        | 51,40   | Petra Schersing Oost-Duitsland    | 51,59   | Ann-Louise Skoglund Zweden       | 52,40   |
| 800 m        | Sigrun Ludwigs Oost-Duitsland      | 1.59,89 | Cristina Matei Roemenië           | 2.01,54 | Slobodanka Čolović Joegoslavië   | 2.03,28 |
| 1500 m       | Svetlana Kitova Sovjet-Unie        | 4.14,25 | Tatjana Lebonda Sovjet-Unie       | 4.14,29 | Mitica Constantin Roemenië       | 4.15,00 |
| 3000 m       | Ines Bibernell-Obst Oost-Duitsland | 8.54,52 | Yvonne Murray Verenigd Koninkrijk | 9.01,31 | Regina Čistiakova Sovjet-Unie    | 9.01,72 |
| 60 m horden  | Cornelia Oschkenat Oost-Duitsland  | 7,79    | Anne Piquereau Frankrijk          | 7,89    | Kerstin Knabe Oost-Duitsland     | 7,90    |
| Verspringen  | Heike Drechsler Oost-Duitsland     | 7,18    | Helga Radtke Oost-Duitsland       | 6,94    | Olena Chlopotnova Sovjet-Unie    | 6,90    |
| Hoogspringen | Andrea Bienias Oost-Duitsland      | 1,97    | Gabriele Günz Oost-Duitsland      | 1,94    | Larisa Kositsyna Sovjet-Unie     | 1,94    |
| Kogelstoten  | Claudia Losch West-Duitsland       | 20,48   | Heidi Krieger Oost-Duitsland      | 20,21   | Mihaela Loghin Roemenië          | 19,07   |

### Medailleklassement
| Plaats | Land                | Goud | Zilver | Brons | Totaal |
| 1      | Oost-Duitsland      | 8    | 6      | 5     | 19     |
| 2      | Sovjet-Unie         | 3    | 4      | 4     | 11     |
| 3      | West-Duitsland      | 3    | 1      | 0     | 4      |
| 4      | Spanje              | 2    | 3      | 0     | 5      |
| 5      | Verenigd Koninkrijk | 1    | 1      | 1     | 3      |
| 6      | België              | 1    | 0      | 1     | 2      |
| 6      | Nederland           | 1    | 0      | 1     | 2      |
| 8      | Bulgarije           | 1    | 0      | 0     | 1      |
| 8      | Oostenrijk          | 1    | 0      | 0     | 1      |
| 8      | Zwitserland         | 1    | 0      | 0     | 1      |
| 11     | Italië              | 0    | 2      | 1     | 3      |
| 12     | Polen               | 0    | 2      | 0     | 2      |
| 13     | Frankrijk           | 0    | 1      | 3     | 4      |
| 14     | Roemenië            | 0    | 1      | 2     | 3      |
| 15     | Hongarije           | 0    | 1      | 1     | 2      |
| 16     | Joegoslavië         | 0    | 0      | 1     | 1      |
| 16     | Portugal            | 0    | 0      | 1     | 1      |
| 16     | Tsjecho-Slowakije   | 0    | 0      | 1     | 1      |
| 16     | Zweden              | 0    | 0      | 1     | 1      |
| Totaal | Totaal              | 22   | 22     | 23    | 67     |

1970 ·
1971 ·
1972 ·
1973 ·
1974 ·
1975 ·
1976 ·
1977 ·
1978 ·
1979 ·
1980 ·
1981 ·
1982 ·
1983 ·
1984 ·
1985 · 
1986 · 
1987 · 
1988 · 
1989 · 
1990 · 
1992 · 
1994 · 
1996 · 
1998 · 
2000 · 
2002 · 
2005 · 
2007 · 
2009 ·
2011 ·
2013 ·
2015 ·
2017 ·
2019 ·
2021 ·
2023 ·
2025
Belgische medaillewinnaars · Nederlandse medaillewinnaars